# رات ۱۵۹۴۰۹
سیارک ۱۵۹۴۰۹ (به انگلیسی: 159409 Ratte، نامگذاری:1999OJ) صد و پنجاه و نه هزار و چهارصد و نهمین سیارک کشف شده‌است که در ۱۶ ژوئیه ۱۹۹۹ کشف شد.